# Dansk Film-Avis nr. 669
Dansk Film-Avis nr. 669 er en dansk Ugerevy med dokumentariske optagelser fra 1944. Filmene blev produceret af UFA film A/S, der var ejet af det tyske UFA, der var ejet af den tyske stat.
Den dansk producerede Dansk Film-Avis var en nazistisk ugerevy og udkom i årene 1941-1945. Den bestod typisk af tre dele: dansk stof, optaget af danske kameramænd, tysk stof fra Tyskland og reportager fra fronten, produceret af Deutsche Wochenschau.

## Handling
1. Trods bomber og terror går livet i mange tyske byer videre under jorden. Selv aviserne udkommer regelmæssigt.
2. Tyske soldater, der tilhører sprængbådskorpsene, udfører farlige opgaver.
3. Fra Østfronten: Sovjetunionen har startet den store vinteroffensiv. Tyske infanterister venter i skyttegrave på fjenden.
4. Præsentation af en ny tjekkisk spillefilm, "Hordubal" (Mac Fric), 1938 - dansk premiere 3. maj 1939).[1]